# 紹滕加鄉
44°59′N 25°22′E / 44.983°N 25.367°E
紹滕加鄉（羅馬尼亞語：Comuna Șotânga, Dâmbovița），是羅馬尼亞的鄉份，位於該國南部，由登博維察縣負責管轄，面積35平方公里，海拔高度323米，2007年人口7,156，人口密度每平方公里204人。